# Niels Arestrup

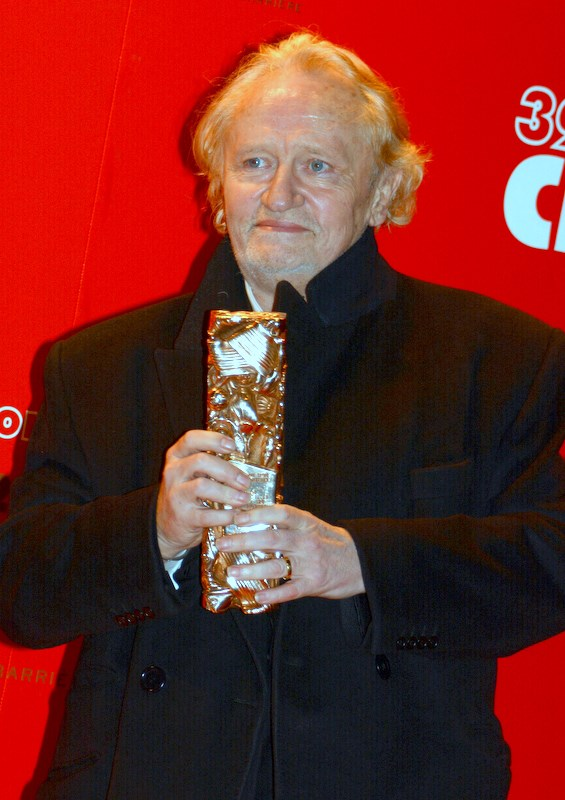
Niels Arestrup beim César 2014

Niels Arestrup (* 8. Februar 1949 in Montreuil-sous-Bois; † 1. Dezember 2024 in Ville-d’Avray) war ein französischer Theaterregisseur, Theater- und Filmschauspieler.

## Leben
Arestrup war Sohn eines Dänen und einer Französin, die sich in Montreuil niederließen.
1969, nach Beendigung seiner Schulzeit, begann er ein Schauspielstudium bei Tania Balachova (1902–1973) am Pariser Théâtre de la Gaîté. 1971 ging er mit der Truppe von Jean Gillibert (1925–2014), damals Leiter des Festival de Chateauvallon, auf Tournee, und spielte u. a. in Stücken von Marivaux, Calderón de la Barca und Michel de Ghelderode.
Seine eigentliche Theaterkarriere begann mit einer Rolle in Calderons Das Leben ist ein Traum, bevor er 1973 in Miss O’Gynie et les hommes fleurs von Samy Pavel als Liebhaber Richard Leducs seine erste Rolle in einem Film hatte. 1981 besetzte Peter Brook die Rolle des Lopachin in Tschechows Kirschgarten mit Niels Arestrup, was zu einem entscheidenden Impuls in seiner Bühnenkarriere wurde. Die Inszenierung wurde in derselben Besetzung 1982 vom französischen Fernsehen ausgestrahlt und 1983 am Théâtre des Bouffes du Nord wieder aufgenommen.
Ohne mit dem Theaterspielen aufzuhören, begann er seine Film-Karriere als Nebendarsteller in psychologisch komplexen Rollen. Mitte der 1980er Jahre wurden ihm einige Hauptrollen angeboten. 1984 spielte an der Seite von Hanna Schygulla und Ornella Muti die männliche Hauptrolle in dem Film Die Zukunft heißt Frau unter der Regie von Marco Ferreri sowie 1991 unter der Regie von István Szabó die Hauptrolle in Zauber der Venus.
Arestrup leitete von 1988 bis 1990 das Théâtre de la Renaissance in Paris.
1988 gründete er zusammen mit Pierre Pradinas, Maurice Bénichou und Alexandre del Perugia die Schauspielschule École du Passage
2006 erhielt er für seine Leistung in Jacques Audiards Der wilde Schlag meines Herzens den César als bester Nebendarsteller. Drei Jahre später war er erneut unter der Regie von Audiard als korsischer Mafiapate in dem Gefängnisfilm Ein Prophet zu sehen, was ihm erneut Frankreichs wichtigsten Filmpreis einbrachte. 2010 erhielt er eine weitere Nominierung für einen César für seine Rolle als General Dietrich von Choltitz in dem Film Diplomatie von Volker Schlöndorff.
Niels Arestrup hatte keine feste Synchronstimme. Synchronisiert wurde er u. a. von Christian Brückner, Kaspar Eichel, Frank Glaubrecht, Roland Hemmo, Axel Lutter, Friedhelm Ptok, Sigmar Solbach und Bodo Wolf.
Arestrup war ab 2012 mit der Schauspielerin und Autorin Isabelle Le Nouvel verheiratet, das Paar hatte zwei Kinder.

## Zitat
„Das Theater in seinem langen, sehr langen Kraftakt, erlaubt dir zu vergessen, wer du bist, warum du das tust, während das Kino – im Gegenteil – dich immer auf dich selbst zurückführt, dich umkreist und dich zu Bewusstheit und Verstehen dessen zwingt, was du tust.
Das Spiel, das ich liebe, impliziert den langen Kraftakt, die Glut, den Rausch über Stunden.“

## Theater
| Jahr    | Titel                                           | Autor                  | Regisseur              | Anmerkungen |
| ------- | ----------------------------------------------- | ---------------------- | ---------------------- | --- |
| 1973    | La Famille                                      | Lodewijk de Boer       | Derek Goldby           | Théâtre de Poche, Brüssel |
| 1973    | Crime et châtiment                              | Fjodor Dostojewski     | André Barsacq          | Bearbeitung für die Bühne von André Barsacq, Théâtre de l’Atelier |
| 1975    | Haute surveillance                              | Jean Genet             | Claude Mathieu         | Kellertheater Coupe-Chou in Beaubourg |
| 1976–77 | Gilles de Rais                                  | Roger Planchon         | Roger Planchon         | Théâtre de la Cité |
| 1979    | Platonow                                        | Anton Tschechow        | Gabriel Garran         | Théâtre de la Commune, Aubervilliers |
| 1981    | Der Kirschgarten                                | Anton Tschechow        | Peter Brook            | bearb. von Jean-Claude Carrière, Théâtre des Bouffes du Nord, Paris, Fernsehaufzeichnung 1982 mit Niels Arestrup, Catherine Frot, Anne Consigny                                                       |
| 1982    | La Dernière Nuit de l'été                       | Aleksei Arbuzov        | Yves Bureau            | Théâtre Édouard-VII, Paris |
| 1982    | The Lover                                       | Harold Pinter          | Philippe Ferran        | Théâtre de l’epicerie, Paris; zunächst mit François Siener Die Version mit Nils Arestrup wurde auf dem Festival d’Avignon (Off) präsentiert.                                                          |
| 1983    | Der Kirschgarten                                | Anton Tschechow        | Peter Brook            | Théâtre des Bouffes du Nord, Paris (Wiederaufnahme) |
| 1983    | Miss Julie                                      | August Strindberg      | Andreas Voutsinas      | Théâtre Edouard VII, Paris |
| 1984    | Dom Juan ou le Festin de pierre                 | Molière                | Maurice Bénichou       | Théâtre des Bouffes du Nord, Paris; Bühnenmusik Marius Constant, Théâtre des Bouffes du Nord, |
| 1985    | Fool for Love                                   | Sam Shepard            | Andreas Voutsinas      | Espace Pierre Cardin, Paris |
| 1986    | B29                                             | Alain Page             | Derek Goldby           | Théâtre de la Porte Saint-Martin, Paris |
| 1987    | 2050, le radeau de la mort                      | Harald Mueller         | Hans Peter Cloos       | Bobigny, Maison de la Culture |
| 1988    | Drei Schwestern                                 | Anton Tschechow        | Maurice Bénichou       | Festival d’Avignon |
| 1989    | Die Möwe                                        | Anton Tschechow        | Andrei Konchalovsky    | Théâtre Odéon |
| 1990    | Tout contre un petit bois                       | Jean-Michel Ribes      | Jean-Michel Ribes      | Théâtre de la Renaissance, Paris |
| 1990    | Sade, concert d’enfers                          | Enzo Cormann           | Philippe Adrien        | Théâtre de la Tempête, Bühnenmusik: Lucien Rosengart |
| 1990    | Le Misanthrope                                  | Molière                | Pierre Pradinas        | Théâtre de la Renaissance (Arestrup als Alceste) |
| 1991    | Ecrit sur l'Eau                                 | Éric-Emmanuel Schmitt  | Niels Arestrup         | Théâtre de la Renaissance |
| 1993    | Lettres à un jeune poète                        | Rainer Maria Rilke     | Niels Arestrup         | für die Bühne eingerichtet von Niels Arestrup Théâtre de Poche, Brüssel; Théâtre des Bouffes du Nord, Paris 2010 DVD der Inszenierung – Collection Grands auteurs, Grands comédiens, Collection COPAT |
| 1995    | La Musica deuxième                              | Marguerite Duras       | Bernard Murat          | Théâtre de la Gaîté-Montparnasse, Paris |
| 1996    | Who’s Afraid of Virginia Woolf?                 | Edward Albee           | John Berry             | Théâtre de la Gaîté-Montparnasse |
| 1999    | Étoiles                                         | Pierre Laville         | Maurice Bénichou       | Théâtre de la Madeleine |
| 1999    | Fernando Krapp hat mir diesen Brief geschrieben | Tankred Dorst          | Bernard Murat          | französische Erstaufführung, Théâtre Montparnasse Bühnendebüt von Emmanuelle Seigner; 2007 DVD der Inszenierung in der Collection COPAT                                                               |
| 1999    | Copenhagen                                      | Michael Frayn          | Michael Blakemore      | französische Erstaufführung am Théâtre Montparnasse, Paris Prix du Syndicat de la critique – bester Schauspieler, Molière Award für den besten Schauspieler, Nominierung                              |
| 2002    | Phèdre                                          | Jean Racine            | Jacques Weber          | Théâtre de Nice (Arestrup als Théramène) |
| 2002    | Une nuit arabe                                  | Roland Schimmelpfennig | Frédéric Bélier-Garcia | Théâtre du Rond-Point Cie Ariètis, Paris |
| 2003    | A chacun sa verité                              | Luigi Pirandello       | Bernard Murat          | Théâtre Antoine, Paris |
| 2004    | L’Homme, la bête et la vertu                    | Luigi Pirandello       | Jean-Claude Idée       | Théâtre Montparnasse, Paris |
| 2004    | Quartett                                        | Heiner Müller          | Hans Peter Cloos       | Théâtre de l'Athénée-Louis Jouvet; Paris |
| 2005    | Lettres à un jeune poète                        | Rainer Maria Rilke     | Niels Arestrup         | für die Bühne eingerichtet von Niels Arestrup, Théâtre La Bruyère Molière Award für den besten Schauspieler, Nominierung DVD 2014 in der Reihe „Collections Grands Comédiens“                         |
| 2007    | Eva                                             | Nicolas Bedos          | Daniel Colas           | Uraufführung am 27. Januar 2007 im Théâtre des Mathurins, Paris |
| 2008    | Le temps des cerises                            | Niels Arestrup         | Stéphane Hillel        | Uraufführung am 29. Januar 2008 im Théâtre de la Madeleine |
| 2008    | Beyrouth Hôtel                                  | Rémi de Vos            | Niels Arestrup         | Uraufführung am 1. Oktober 2008 im Théâtre des Champs-Elysées, Paris |
| 2011–12 | Diplomatie                                      | Cyril Gély             | Stéphan Meldegg        | Uraufführung am Théâtre de la Madeleine Molière Award für den besten Schauspieler, Nominierung |
| 2015    | Le Souper                                       | Jean-Claude Brisville  | Daniel Benoin          | Théâtre de la Madeleine |
| 2016–18 | Acting                                          | Xavier Durringer       | Xavier Durringer       | Théâtre du Jeu de Paume, Aix-en-Provence (2016) Théâtre des Bouffes-Parisiens (2017) Globe de cristal für den besten Schauspieler in einem Theaterstück                                               |
| 2018    | Skorpios au loin                                | Isabelle Le Nouvel     | Jean-Louis Benoît      | Théâtre des Bouffes-Parisiens |
| 2019    | Rouge                                           | John Logan             | Jérémie Lippmann       | französische Erstaufführung am 2. September 2019, Théatre Montparnasse, Paris Molière Award für den besten Schauspieler                                                                               |
| 2021    | 88 fois l’infini                                | Isabelle Le Nouvel     | Jérémie Lippmann       | Théâtre des Bouffes-Parisiens; von Januar bis April 2023 auf Tournee durch Frankreich, Belgien und die Schweiz, mit François Berléand in der Rolle des Philippe                                       |

## Filmografie (Auswahl)
- 1974: Miss O’Gynie et les hommes fleurs – Regie: Samy Pavel
- 1974: Ich, du, er, sie (Je tu il elle) – Regie: Chantal Akerman
- 1974: Stavisky – Regie: Alain Resnais
- 1974: Spiel im Morgengrauen (La dernière carte) – Regie: Marcel Cravenne
- 1976: Le tourbillon des jours, TV-Serie, 6 Folgen
- 1976: Le grand soir, fragments – Regie: Francis Reusser
- 1976: Im Scheinwerferlicht (Lumière) – Regie: Jeanne Moreau
- 1976: Ein Hauch von Zärtlichkeit (Si c’était à refaire) – Regie: Claude Lelouch
- 1977: Tauwetter – Regie: Markus Imhoof
- 1977: Kommissar hoch zwei (Plus ça va, moins ça va) – Regie: Michel Vianey
- 1979: Die Aussteigerin (La dérobade) – Regie: Daniel Duval
- 1979: La passion d’une femme sans cœur, Kurzfilm, – Regie: Moïse Maatouk
- 1980: Die Polizistin (La femme flic) – Regie: Yves Boisset
- 1981: Seuls – Regie: Francis Reusser
- 1984: Die Zukunft heißt Frau (Le futur est femme) – Regie: Marco Ferreri
- 1985: Gezeichnet: Charlotte (Signé Charlotte) – Regie: Caroline Huppert
- 1985: Diesel – Regie: Robert Kramer
- 1985: Unter Wölfen (Les loups entre eux) – Regie: José Giovanni
- 1986: Le goûter chez Niels, Kurzfilm, – Regie: Didier Martiny
- 1986: Lorfou – Regie: Daniel Duval
- 1986: La rumba – Regie: Roger Hanin
- 1987: Blaubart und seine Kinder – Regie: Fabio Carpi
- 1987: Charlie Dingo – Der Gestrandete (Charlie Dingo) – Regie: Gilles Béhat
- 1987: Bitter und süß (Doux amer) – Regie: Franck Apprederis
- 1988: Die Mondscheingasse (La Ruelle au clair de lune) – Regie: Édouard Molinaro
- 1988: Ville étrangère – Regie: Didier Goldschmidt
- 1990: La grande dune – Regie: Bernard Stora
- 1991: Zauber der Venus (Meeting Venus) – Regie: István Szabó
- 1992: Albert Savarus – Regie: Alexandre Astruc
- 1992: Die verlassene Frau (La femme abandonnée) – Regie: Édouard Molinaro
- 1994: Délit mineur – Regie: Francis Girod
- 1994: Countdown für einen Killer (Dernier jour de la victime) – Regie: Bruno Gentillon
- 1998: The Last Secret (Rewind) – Regie: Sergio Gobbi
- 2000: Le pique-nique de Lulu Kreutz – Regie: Didier Martiny
- 2002: Eine ganz private Affäre (Une affaire privée) – Regie: Guillaume Nicloux
- 2002: Parlez-moi d’amour – Regie: Sophie Marceau
- 2005: Der wilde Schlag meines Herzens (De battre mon cœur s’est arrêté) – Regie: Jacques Audiard
- 2006: Die Geschichte des Soldaten Antonin (Les fragments d’Antonin)
- 2007: Schmetterling und Taucherglocke (Le scaphandre et le papillon) Regie: Julian Schnabel
- 2007: Le Candidat – auch Regie
- 2009: L’affaire Farewell – Regie: Christian Carion
- 2009: Ein Prophet (Un prophète) – Regie: Jacques Audiard
- 2009: Schießen Sie auf den Weinhändler (Suite Noire – Tirez sur le caviste; Fernsehreihe, 2. Folge)
- 2010: Sarahs Schlüssel (Elle s’appelait Sarah) – Regie: Gilles Paquet-Brenner
- 2010: Nachtblende (L’homme qui voulait vivre sa vie) – Regie: Éric Lartigau
- 2010: Small World (Je n’ai rien oublié) – Regie: Bruno Chiche
- 2011: Tu seras mon fils – Regie: Gilles Legrand
- 2011: Gefährten (War Horse) – Regie: Steven Spielberg
- 2012: À perdre la raison – Regie: Joachim Lafosse
- 2013: Quai d’Orsay – Regie: Bertrand Tavernier
- 2013: Papa Lumière – Regie: Ada Loueilh
- 2013: La Dune – Regie: Yossi Aviram
- 2014: 96 heures – Regie: Frédéric Schoendoerffer
- 2014: Diplomatie – Regie: Volker Schlöndorff
- 2015: By the Sea – Regie: Angelina Jolie
- 2016–2020: Baron Noir, Fernsehserie, erste Staffel – Regie: Ziad Doueiri u. a.
- 2017: Rückkehr nach Montauk (Return to Montauk) – Regie: Volker Schlöndorff
- 2017: Au revoir là-haut – Regie: Albert Dupontel
- 2018: Van Gogh – An der Schwelle zur Ewigkeit (At Eternity’s Gate) – Regie: Julian Schnabel
- 2021: Villa Caprice – Regie: Bernard Stora
- 2022: Die schwarzen Schmetterlinge (Les papillons noirs, Fernsehserie, 6 Folgen) – Regie: Olivier Abbou
- 2023: Divertimento – Ein Orchester für alle (Divertimento) – Regie: Marie-Castille Mention Schaar

## Auszeichnungen
- 2006: César als bester Nebendarsteller in Der wilde Schlag meines Herzens
- 2010: César als bester Nebendarsteller in Ein Prophet
- 2010: Los Angeles Film Critics Association (Preis als bester Nebendarsteller) in Ein Prophet
- 2014: César als bester Nebendarsteller in Quai d’Orsay
- 2017: Globe de cristal du meilleur comédien für Acting
- 2020: Molière du comédien dans un spectacle de théâtre privé für Rouge

- 1999: Chevalier des Ordre national du Mérite
- 2006: Chevalier der Ehrenlegion
- 2011: Offizier des Ordre national du Mérite
- 2016: Offizier der Ehrenlegion

## Schriften
- Tous mes incendies. Plon, Paris 2001, ISBN 2-259-19295-5.

## Hörbücher
- Mody: Les papillons noirs. Écrit par Gabriel Katz. Lu par Niels Arestrup. Audible 2022. Länge: 5 Stunden und 18 Minuten. Format: Download.